# Xtul (Progreso)
Xtul es una comisaría del municipio de Progreso, en el estado de Yucatán, México.

## Toponimia
El nombre (Xtul) significa en idioma maya conejo.

## Localización
Xtul (antiguamente se le denominó San Rafael Xtul, Athul, Xtuhul y Xdul) se encuentra a 2 km al oeste de la plaza principal de Chuburná Puerto. Se comunicaba antiguamente por una vía de riel (decauville) con la hacienda Yaxché de Peón, del municipio de Ucú, a 25 kilómetros de la población, pasando entonces por las poblaciones de Sabakalal (donde todavía se encuentra una laguna) y Santa Elena. Hoy día los 13 últimos kilómetros de esa vía (llegando a Xtul) forman parte de la carretera a la actual Sierra Papacal en la cual se localizan algunos lugares arqueológicos, algunos sin nombre. Santa Elena (llamado también simplemente Elená) se encontraba a 5 kilómetros al sur de esa carretera y de ella sólo quedan vesitigios del pozo de agua situado al poniente de la carretera.

## Infraestructura
Se localizan los restos de una hacienda hoy semi-abandonada.

## Historia
- Originalmente la población fue llamada San Rafael Xtul. Las primeras menciones de su existencia datan de los años 1845-1869.
- A mediados del siglo XIX se dedicó a la pesca y la sal, según datos en documentación de 1855.
- En 1881 se incorpora al partido de Progreso.
- En 1887 se crea un camposanto.
- A finales del siglo XIX se convierte en puerto para embarque de henequén, para lo cual es comunicado por una angosta riel con la hacienda Yaxché de Peón.
- Un censo de 1900 informa que estaba habitado por 81 personas.
- En 1910 una revuelta de trabajadores y sirvientes incendió la casa principal y la estación del tranvía.
- En 1963 estuvo habitada por un grupo religioso de 30 miembros.

## Importancia histórica
Tuvo su esplendor durante la época del auge henequenero y emitió fichas de hacienda las cuales por su diseño son de interés para los numismáticos. Dichas fichas acreditan la hacienda como propiedad de A.L. Peón.

## Demografía
Según el censo de 1960 realizado por el INEGI, la población de la localidad era de 0 habitantes. Actualmente se encuentra conurbada con Chuburná Puerto.
| ?                           | 70 | 37 | 13 | 3 | 0 | 0 |
| (Fuente: INEGI [Consultar]) |    |    |    |   |   |   |

## Galería

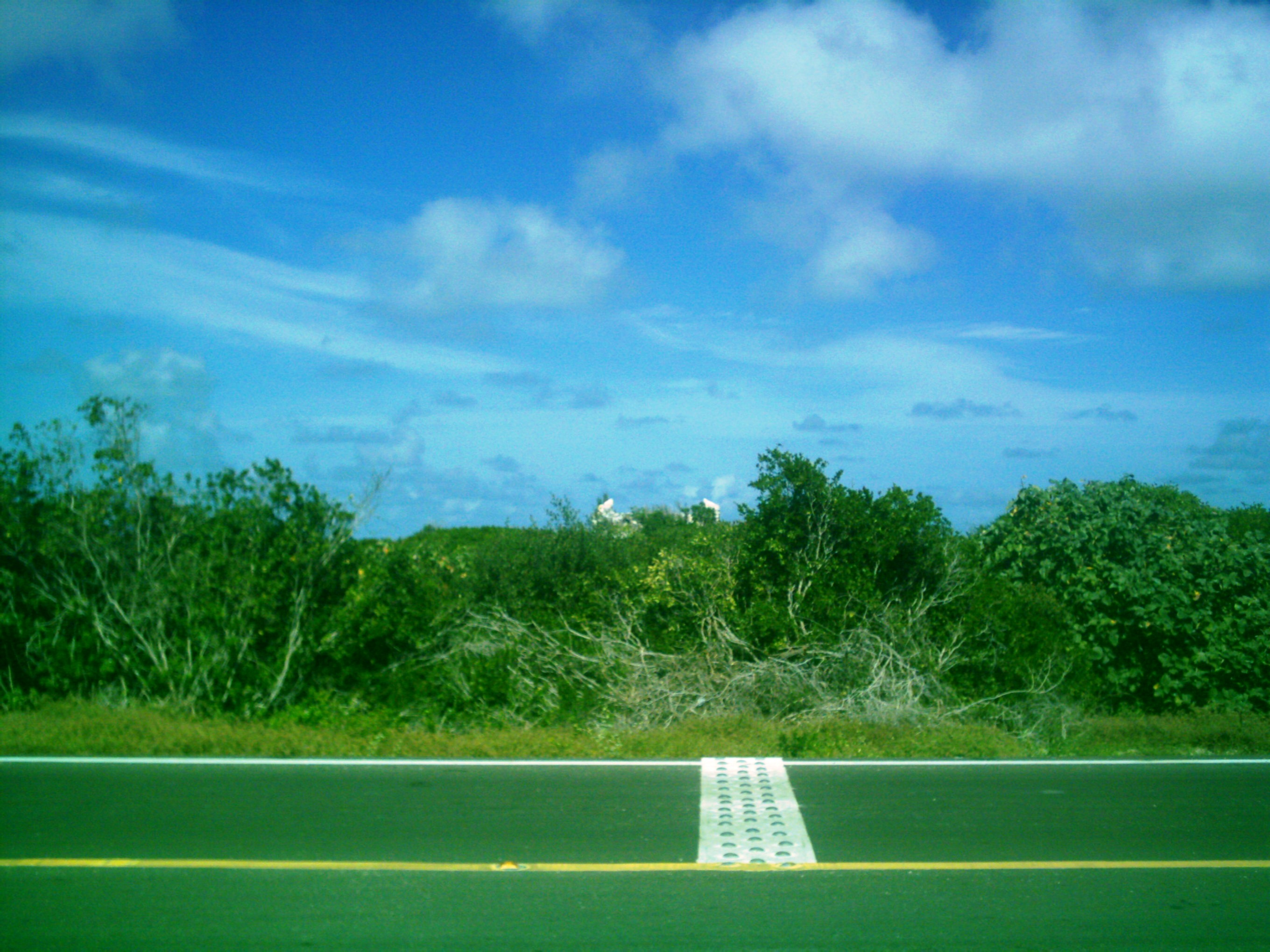
Vista de la hacienda Xtul.
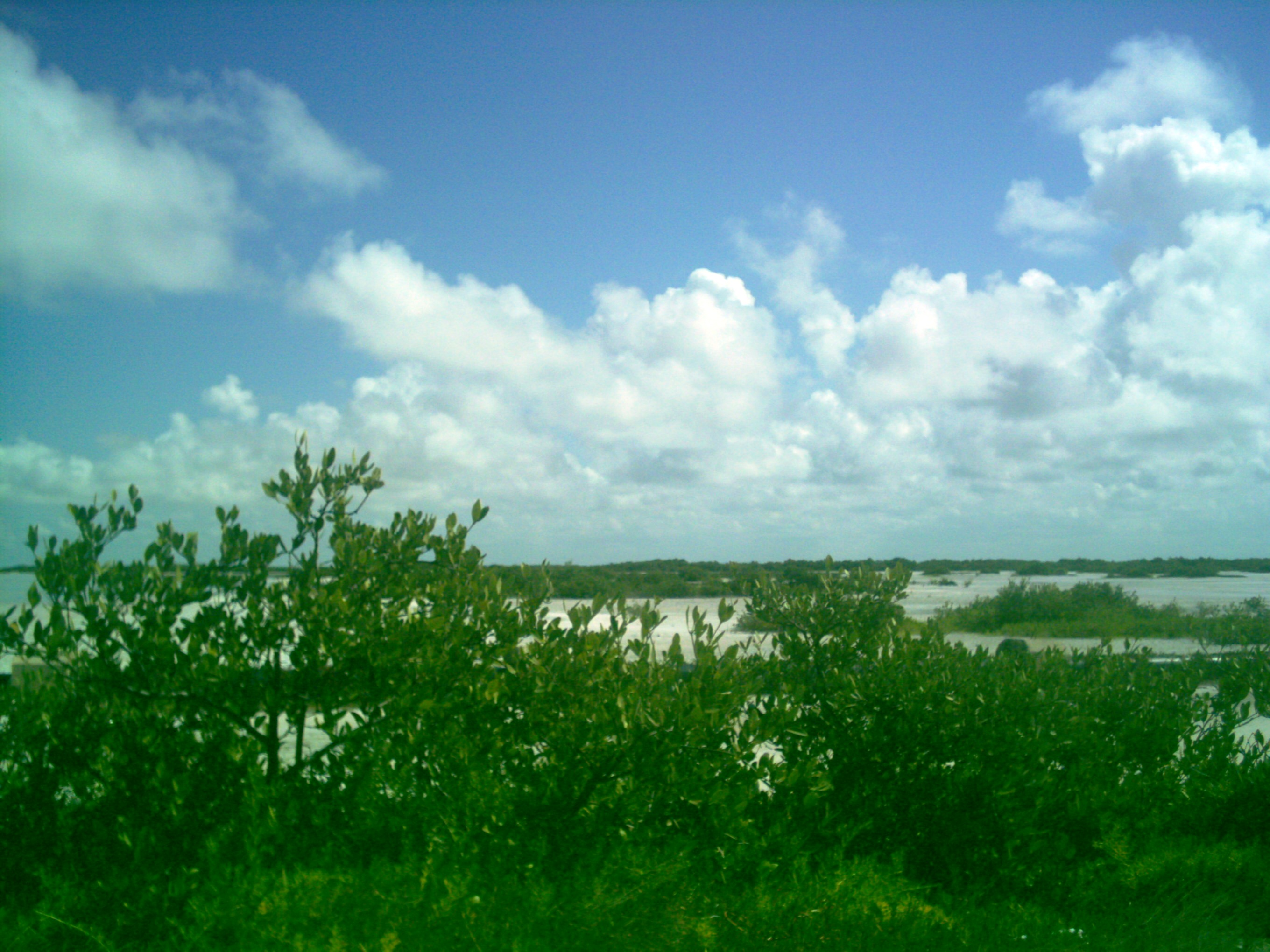
Manglares de la hacienda Xtul.
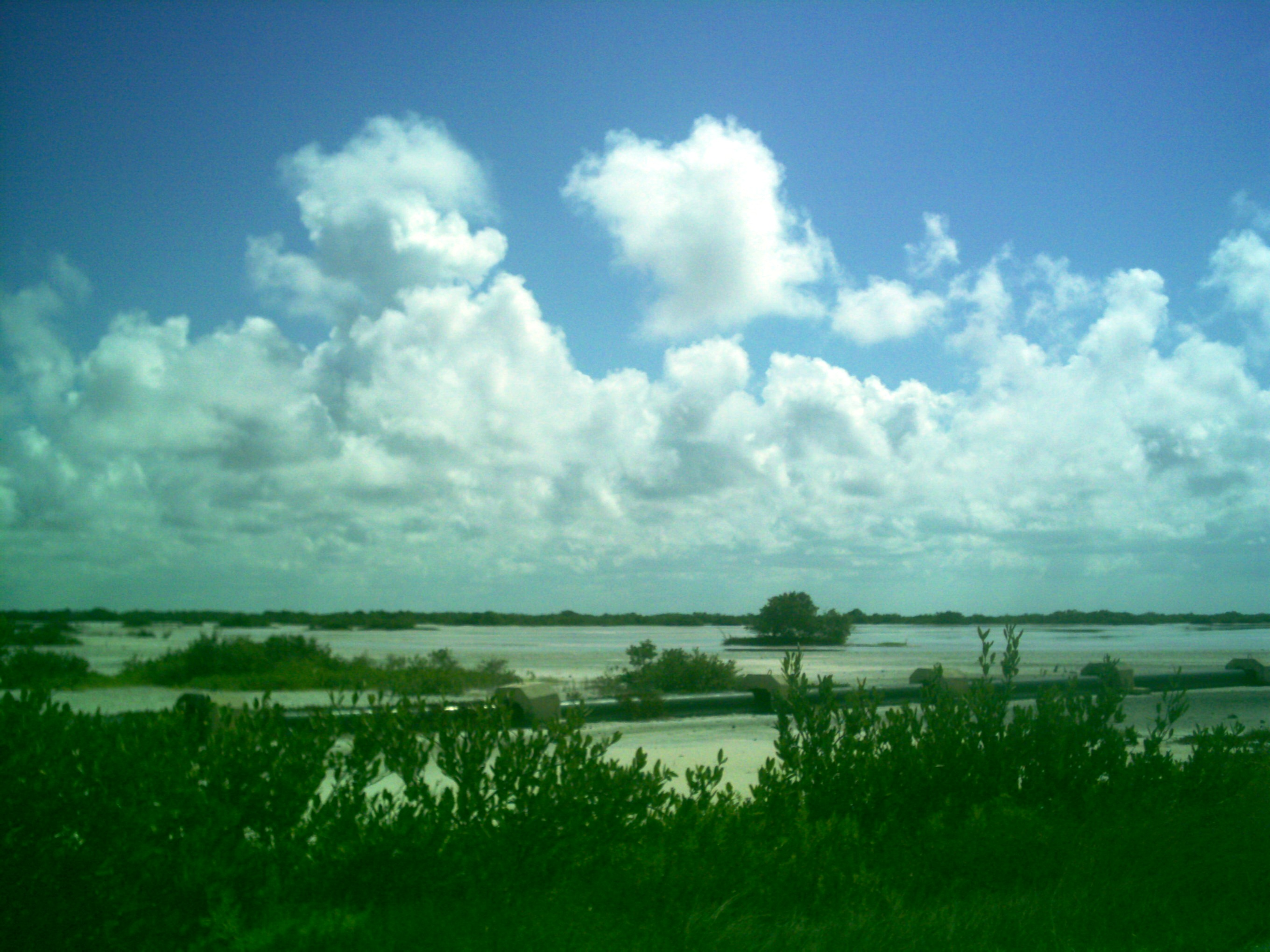
Manglares de la hacienda Xtul.
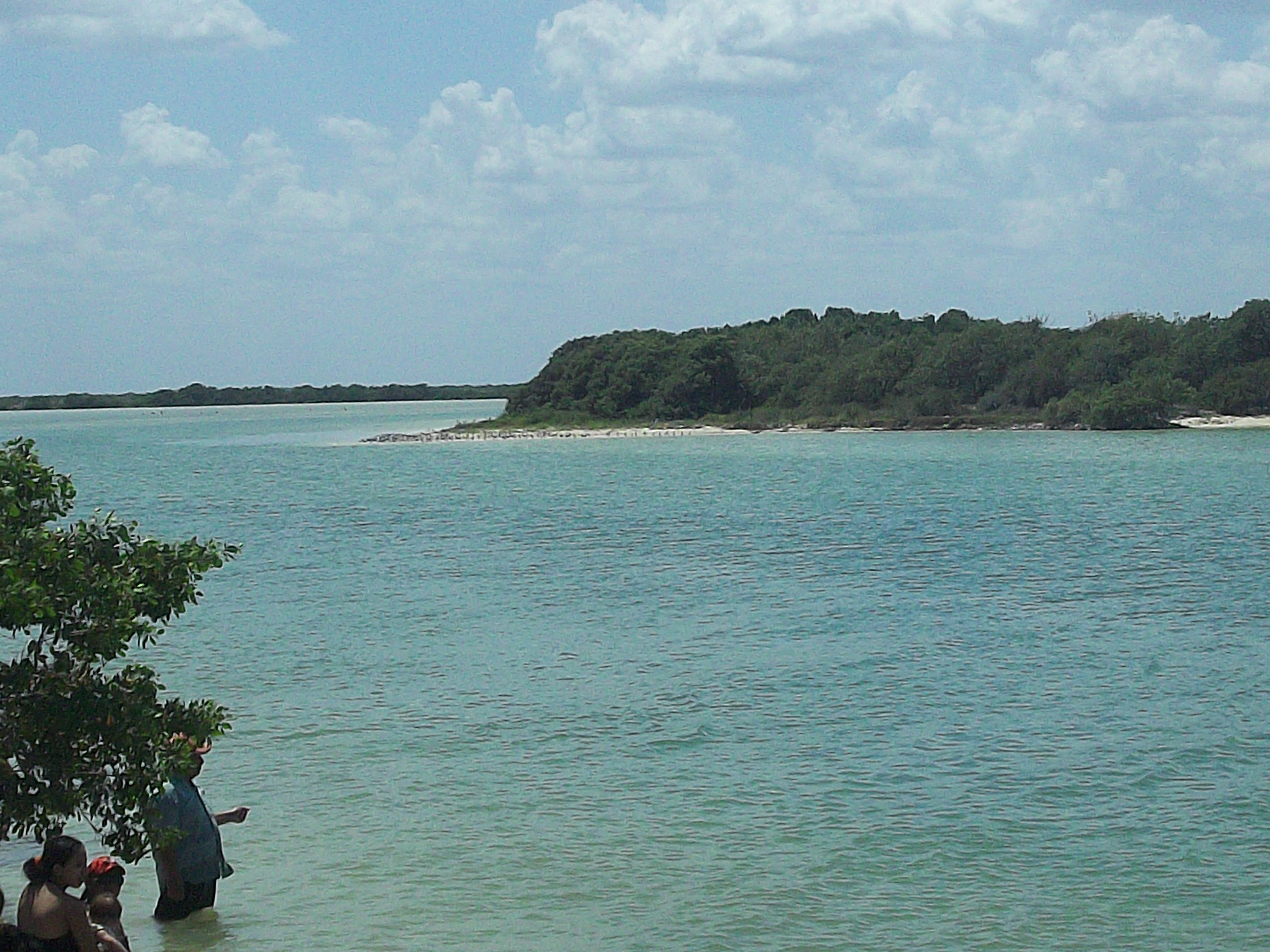
Manglares de la hacienda Xtul.
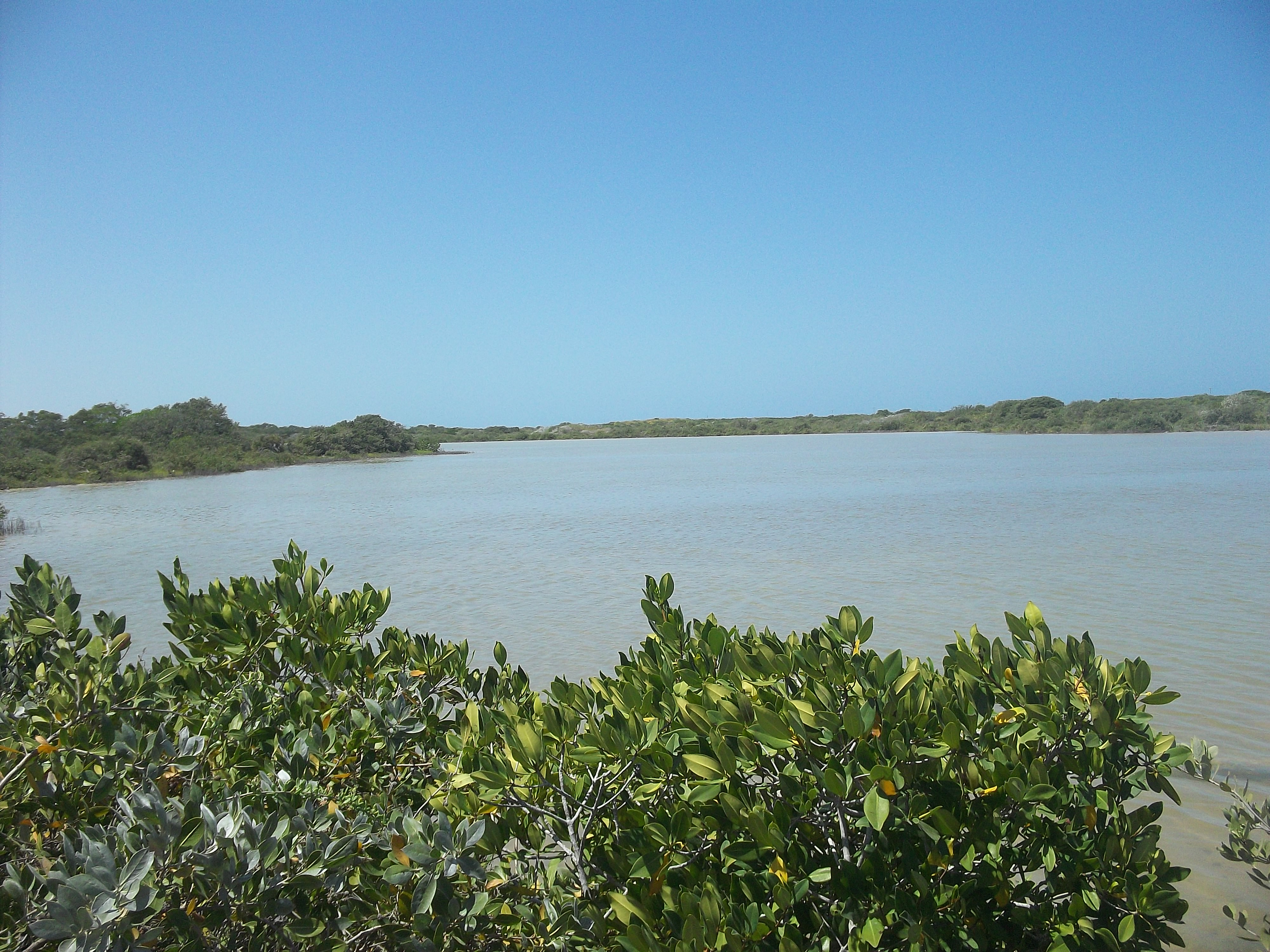
Manglares de la hacienda Xtul.
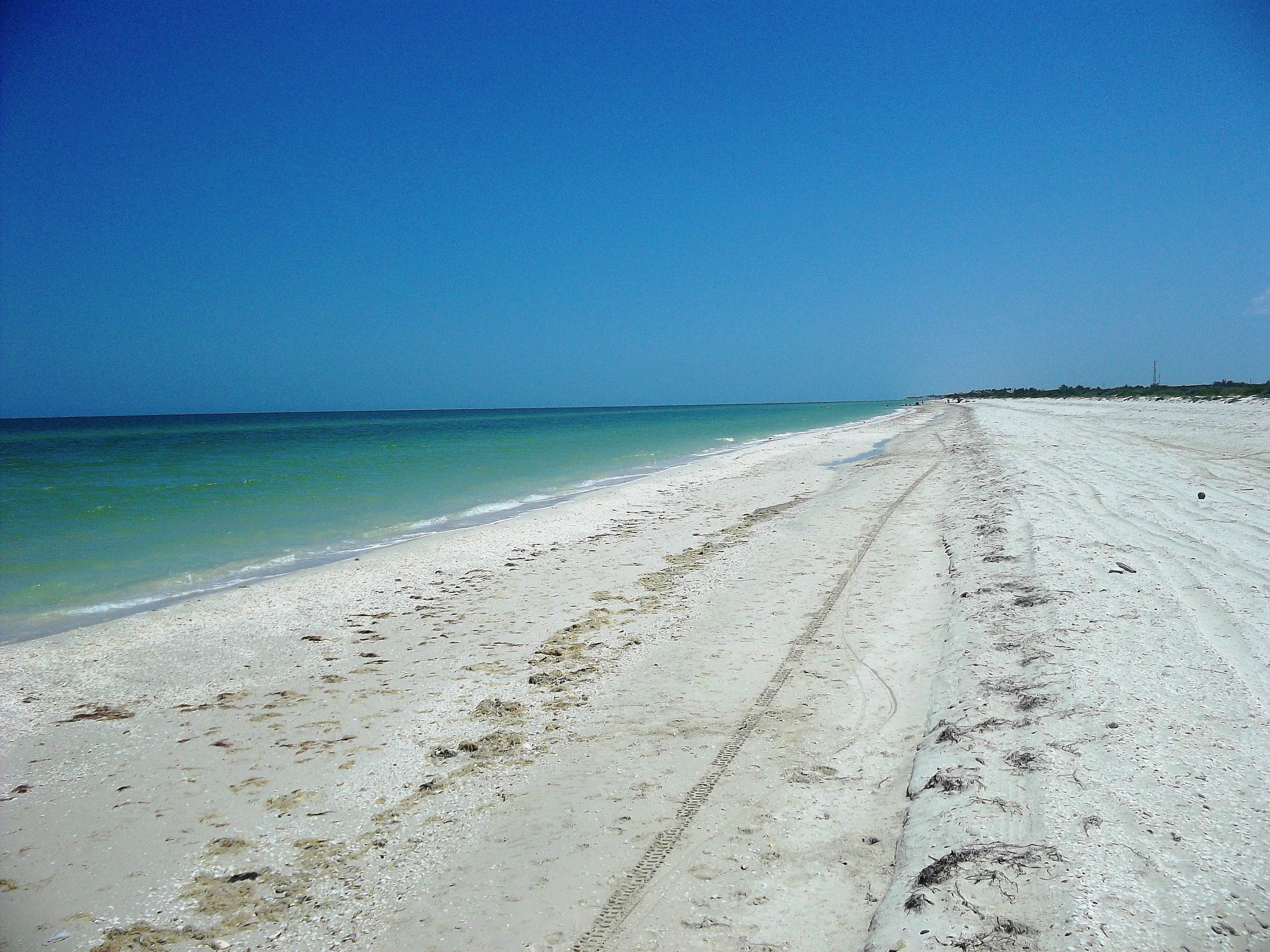
Playa de la hacienda Xtul.
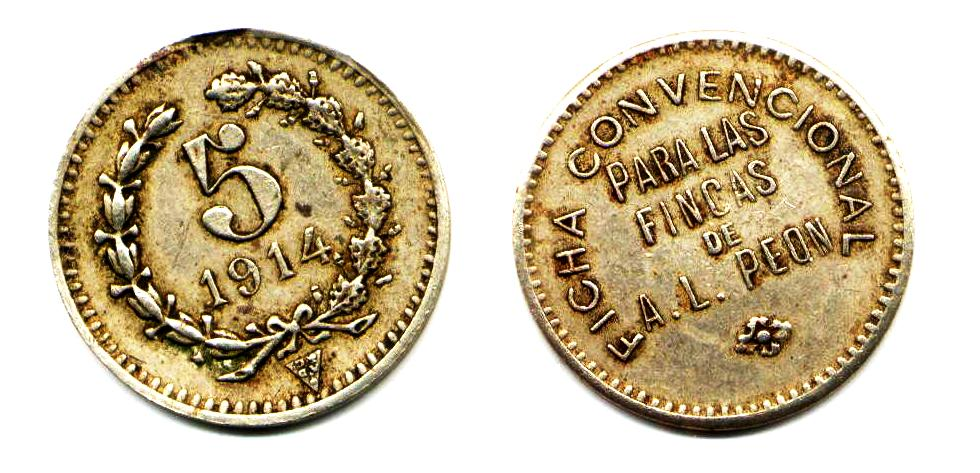
Ficha de pago por $ 0.05.
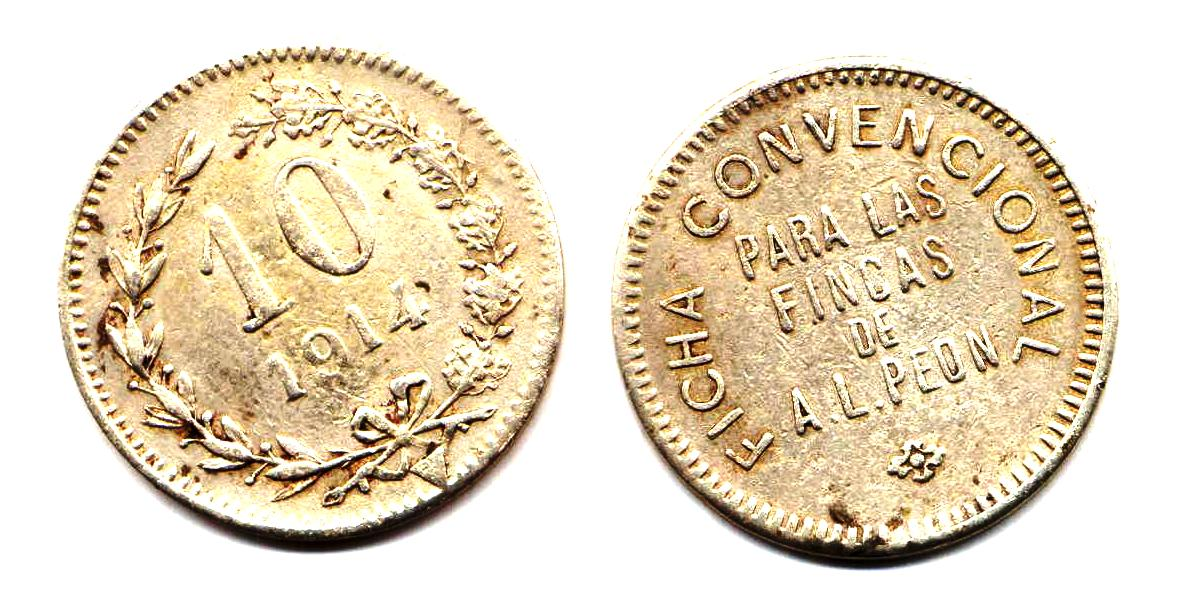
Ficha de pago por $ 0.10.
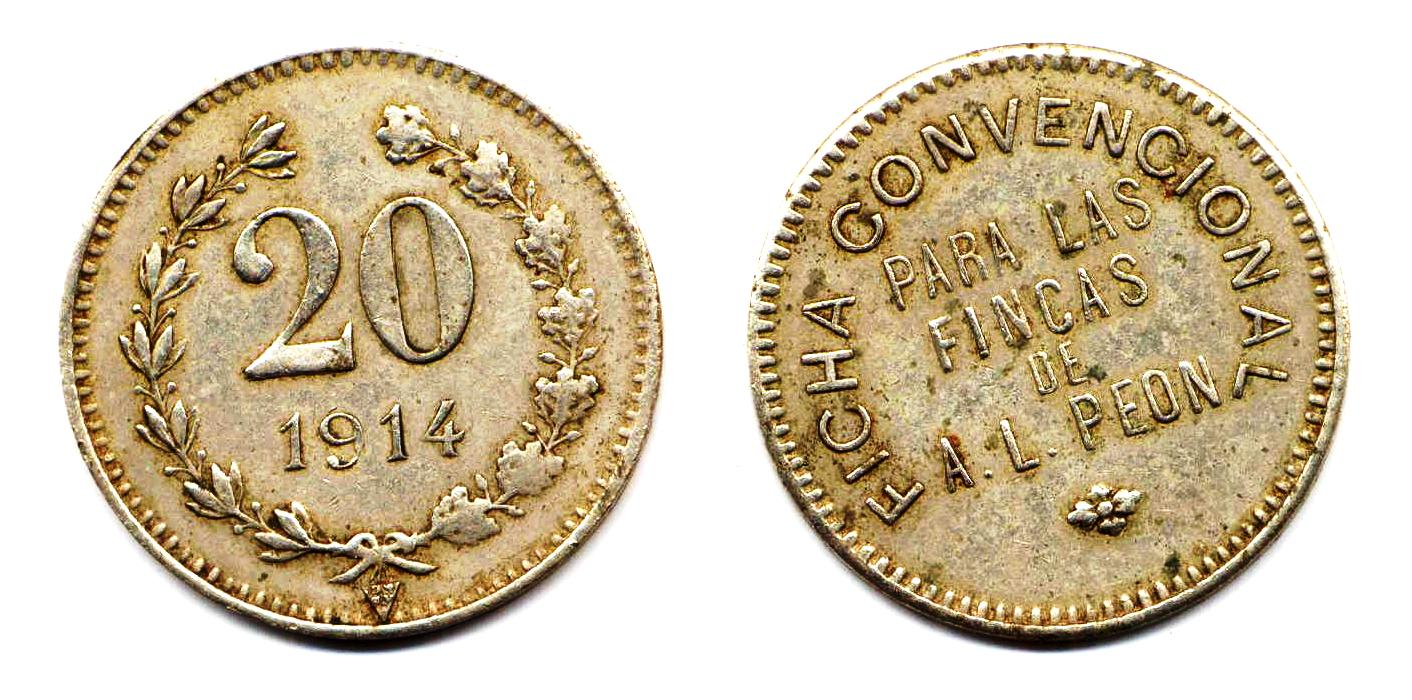
Ficha de pago por $ 0.20.
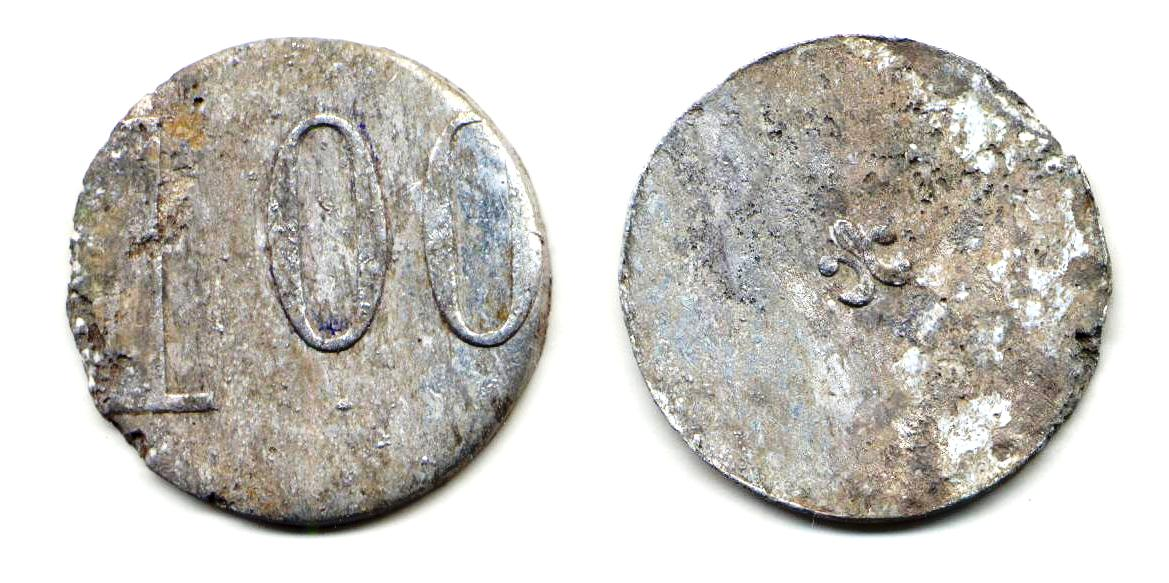
Ficha de pago por $ 1.00.